# 4 de Juplaya

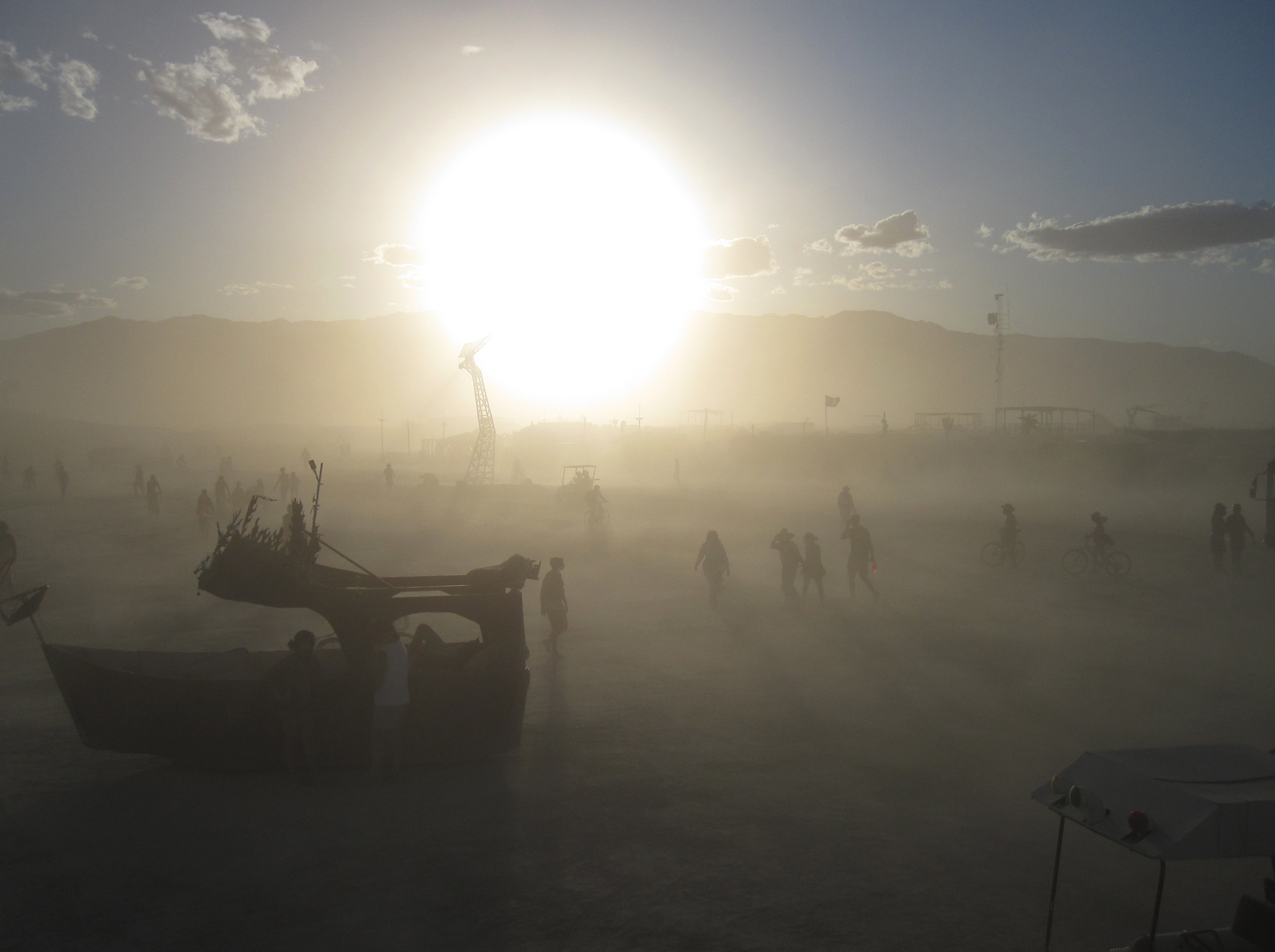
Tempestade de poeira no deserto de Black Rock.

O 4th of Juplaya, (em português: 4 de Juplaya), é uma espécie de evento de contracultura, que não é um evento organizado, e nem poderia ser chamado de algum tipo de evento. O 4 de Juplaya é quando algumas pessoas que gostam de visitar a "playa" no deserto de Black Rock, perto de Gerlach, Nevada, em várias épocas do ano, incluindo no 4 de julho (daí o nome "Juplaya") para celebrar a liberdade, os Estados Unidos e os grandes outdoors americanos.

## 4 de Juplaya versus Burning Man
Burning Man é um evento organizado no rancho privado usado para armazenamento, chamado "Frog Bat". Muitos são cobrados na porta. O evento "Playa" é grátis. Entretanto, se alguém é cobrado é para ver uma grande escultura de metal, o sapo/morcego, cheio de fogos de artifício e tanques de propano, onde o cliente pagador dispara tiros contra ele, explodir. Fogos de artifício são proibidos em Nevada.